# VARA-Visie
VARA-Visie was een Nederlandse tv-actualiteitenrubriek van de VARA en werd van 7 oktober 1977 tot en met 25 september 1979 uitgezonden op de Nederlandse televisie. Het programma werd zes keer per maand uitgezonden, vier of vijf keer op de vaste VARA-avond (in het seizoen 1977-1978 vrijdagavond en 1978-1979 dinsdagavond) en de overige uitzendingen op een wisselavond op zaterdag of maandag.
De VARA wilde de bestaande actualiteiten en consumentenprogramma's samen met opinie en sport samenvoegen tot één breed programma waarin een scala aan onderwerpen aan bod kwam en de VARA als het ware zijn "visie" liet zien. De bestaande programma's Achter het Nieuws, Koning Klant, de De Ombudsman en F.C.Avondrood zouden in het programma worden geïntegreerd. Koning Klant had in het vierde kwartaal 1977 een drietal eigen uitzendingen en werd daarna weer een zelfstandig programma.
De centrale presentatie was in handen van W.L. Brugsma of Koos Postema terwijl de presentatoren van Achter het nieuws en De Ombudsman de presentatie van 'hun' onderwerpen verzorgden. Felix Meurders presenteerde de sportonderwerpen. Aanvankelijk was er een eigen decor.
Er was tegen het opgaan van met name de ombudsman in het programma veel weerstand en er volgde een motie van der Pijl om de ombudsman als zelfstandig programma te laten terugkeren wat een jaar later werd gerealiseerd.
Het grootste bezwaar kwam van de programmamakers zelf, hun automonie was in het geding
Het programma was een expirement maar bracht de VARA niet wat ze er van hadden verwacht. Door het niet integreren van Koning Klant en het verdwijnen van de Ombudsman bleef geen basis meer over voor de naam van het programma en verdween met het seizoen 1979-1980. Vanaf 6 oktober 1979 werd de actualiteitenrubriek weer onder de naam  Achter het Nieuws uitgezonden als zelfstandig programma.  Felix Meurders werd presentator van het sportprogramma Voetbal '80.